# كالديرا باكانا
كالديرا باكانا (La Pacana Caldera) هي الكالديرا الأكثر أهمية في مركب لا باكانا في منطقة أنتوفاجاستا في شمال تشيلي شرق سالار دي أتاكاما، مركب لا باكانا ينتمي إلى مركب ألتيبلانو-بونا البركاني، الحدود التشيلية و البوليفية والأرجنتينية تلتقي إلى شمال قبة الانبعاث (سيرو لا باكانا)، حجم انخفاض الكالديرا هو 70 كم (43 ميل) × 35 كم (22 ميل)، منذ 4 ملايين سنة حدث ثوران بركاني كبير أخرج 2,500 كم³ من التفرا.